# プレドラグ・ライコヴィッチ
プレドラグ・ライコヴィッチ（Predrag Rajković、1995年10月31日 - ）は、セルビア・ネゴティン出身のプロサッカー選手。サッカーセルビア代表。アル・イテハド所属。ポジションはGK。

## 経歴

### クラブ
地元クラブでプレーを始め、2009年にFKヤゴディナの下部組織に入団。2013年3月9日、スーペルリーガのパルチザン・ベオグラード戦でトップチームデビュー。
2013年8月28日、レッドスター・ベオグラードに移籍。
2015年8月29日、300万ユーロでイスラエルのマッカビ・テルアビブFCが獲得。
2019年7月23日、スタッド・ランスへ完全移籍。
2022年7月22日、RCDマジョルカへ完全移籍。4年契約を結んだ。
2024年8月5日、アル・イテハドに移籍した。

### 代表
ユース年代から同世代の中心選手として活躍、UEFA U-19欧州選手権とFIFA U-20ワールドカップ優勝を果たした。
2013年5月、シニシャ・ミハイロヴィッチ監督が初めてフル代表メンバーに招集した。8月7日のコロンビア戦で初キャップ。

## 代表歴

### 出場大会
- セルビア代表
  - 2018 FIFAワールドカップ
  - 2022 FIFAワールドカップ
  - UEFA EURO 2024

### 試合数
- 国際Aマッチ 30試合 0得点（2013年-）[9]

| セルビア代表 | 国際Aマッチ | 国際Aマッチ |
| 年           | 出場        | 得点        |
| ------------ | ----------- | ----------- |
| 2013         | 1           | 0           |
| 2014         | 0           | 0           |
| 2015         | 1           | 0           |
| 2016         | 3           | 0           |
| 2017         | 2           | 0           |
| 2018         | 4           | 0           |
| 2019         | 2           | 0           |
| 2020         | 5           | 0           |
| 2021         | 8           | 0           |
| 2022         | 2           | 0           |
| 2023         | 2           | 0           |
| 2024         |             |             |
| 通算         | 30          | 0           |

## タイトル

### クラブ
ヤゴディナ
- セルビア・カップ: 2013

レッドスター
- セルビア・スーペルリーガ: 2013–14, 2015–16

マッカビ・テルアビブ
- イスラエル・プレミアリーグ: 2018-19
- トト・カップ: 2017–18, 2018-19

### 代表
- UEFA U-19欧州選手権: 2013
- FIFA U-20ワールドカップ: 2015

### 個人
- UEFA U-19欧州選手権大会ベストイレブン: 2013
- FIFA U-20ワールドカップゴールデングローブ: 2015
- セルビア・スーペルリーガ年間ベストイレブン: 2014–15